# Taça de Portugal de Hóquei em Patins
A Taça de Portugal de Hóquei em Patins é a segunda competição mais importante do calendário nacional de Hóquei em Patins e é organizada pela Federação de Patinagem de Portugal. 
Envolve, a cada temporada, equipas de todo o país e das três divisões nacionais (1ª, 2ª e 3ª), que jogam em eliminatórias a uma mão. 
A fase decisiva da competição é disputada no formato de "Final-Four", com as meias-finais e a final a serem disputadas, preferencialmente, em campo neutro. No passado, já foram usados outros modelos de competição, incluindo final a duas mãos (um jogo em casa de cada finalista) e uma final em campo neutro.

## Vencedores
| Época     | Vencedor                              | Resultado                             | Finalista                             | Local                                 | Ref                        |
| --------- | ------------------------------------- | ------------------------------------- | ------------------------------------- | ------------------------------------- | -------------------------- |
| 2024–25   | Sporting CP                           | 6-3                                   | UD Oliveirense                        | Famalicão                             |                            |
| 2023–24   | FC Porto                              | 3-2                                   | OC Barcelos                           | Barcelos                              |                            |
| 2022–23   | SC Tomar                              | 5-5 (3-1 gp)                          | Sporting CP                           | Tomar                                 | [carece de fontes?]        |
| 2021–22   | FC Porto                              | 5-1                                   | SL Benfica                            | Paredes                               | [ 1 ]                      |
| 2020–21   | Anulada devido à Pandemia de COVID-19 | Anulada devido à Pandemia de COVID-19 | Anulada devido à Pandemia de COVID-19 | Anulada devido à Pandemia de COVID-19 | [carece de fontes?]        |
| 2019-20   | Anulada devido à Pandemia de COVID-19 | Anulada devido à Pandemia de COVID-19 | Anulada devido à Pandemia de COVID-19 | Anulada devido à Pandemia de COVID-19 | [carece de fontes?]        |
| 2018–19   | UD Oliveirense                        | 5-2                                   | SL Benfica                            | Oliv. Azeméis                         | [ 2 ]                      |
| 2017–18   | FC Porto                              | 3-2                                   | AD Valongo                            | Tomar                                 | [ 3 ]                      |
| 2016–17   | FC Porto                              | 5–1                                   | SC Tomar                              | Gondomar                              | [ 4 ]                      |
| 2015–16   | FC Porto                              | 4–2                                   | SL Benfica                            | Ponte de Lima                         | [ 5 ]                      |
| 2014–15   | SL Benfica                            | 3–0                                   | Sporting CP                           | V. Franca Xira                        |                            |
| 2013–14   | SL Benfica                            | 8–3                                   | FC Porto                              | Turquel                               |                            |
| 2012–13   | FC Porto                              | 5–3                                   | UD Oliveirense                        | Barcelos                              |                            |
| 2011–12   | UD Oliveirense                        | 3–1                                   | SL Benfica                            | S. J. Madeira                         |                            |
| 2010–11   | UD Oliveirense                        | 5–2                                   | Candelária SC                         | Coimbra                               |                            |
| 2009–10   | SL Benfica                            | 6–1                                   | Física Torres Vedras                  | Paço de Arcos                         |                            |
| 2008–09   | FC Porto                              | 2–1                                   | SL Benfica                            | Entroncamento                         |                            |
| 2007–08   | FC Porto                              | 5–1                                   | HC Braga                              | Aljustrel                             |                            |
| 2006–07   | HA Cambra                             | 4–4 (6-5 gp)                          | HC Braga                              | S. J. Madeira                         | [ 6 ] [ 7 ]                |
| 2005–06   | FC Porto                              | 7–4                                   | Juventude de Viana                    | Mealhada                              | [ 8 ]                      |
| 2004–05   | FC Porto                              | 3–2                                   | SL Benfica                            | Entroncamento                         |                            |
| 2003–04   | OC Barcelos                           | 5–1                                   | Alenquer e Benfica                    | Oliv. Azeméis                         | [ 9 ]                      |
| 2002–03   | OC Barcelos                           | 6–3                                   | SL Benfica                            | Madalena Pico                         |                            |
| 2001–02   | SL Benfica                            | 6–1                                   | OC Barcelos                           | Sintra                                |                            |
| 2000–01   | SL Benfica                            | 4–2                                   | OC Barcelos                           | Arrifana                              |                            |
| 1999–00   | SL Benfica                            | 2–0                                   | FC Porto                              | Fafe                                  |                            |
| 1998–99   | FC Porto                              | 3-3 (5-3 gp)                          | OC Barcelos                           | Porto Santo                           |                            |
| 1997–98   | FC Porto                              | 7–4                                   | SL Benfica                            | Lousada                               |                            |
| 1996–97   | UD Oliveirense                        | 3-3 (6-4 gp)                          | OC Barcelos                           | Sesimbra                              |                            |
| 1995–96   | FC Porto                              | 5-4                                   | UD Oliveirense                        | Sintra                                |                            |
| 1994–95   | SL Benfica                            | 6-5                                   | OC Barcelos                           | Valença                               |                            |
| 1993–94   | SL Benfica                            | 11–3                                  | Sporting CP                           | Angra Heroísmo                        |                            |
| 1992–93   | OC Barcelos                           | 5-4                                   | SL Benfica                            | Figueira Foz                          |                            |
| 1991–92   | OC Barcelos                           | 8–0                                   | Académica Coimbra                     | Paredes                               |                            |
| 1990–91   | SL Benfica                            | 3–1                                   | HC Turquel                            | Carregal Sal                          |                            |
| 1989–90   | Sporting CP                           | 4–4 (5-4 ap)                          | OC Barcelos                           | Cascais                               |                            |
| 1988–89   | FC Porto                              | 6–2                                   | CD Paço d'Arcos                       | Oliv. Hospital                        |                            |
| 1987–88   | FC Porto                              | 4–3                                   | Sporting CP                           | Anadia                                |                            |
| 1986–87   | FC Porto                              | 5–3 / 6–2                             | UD Oliveirense                        | duas mãos                             |                            |
| 1985–86   | FC Porto                              | 6–3 / 6–3                             | SL Benfica                            | duas mãos                             |                            |
| 1984–85   | FC Porto                              | 6–1 / 8–3                             | AD Sanjoanense                        | duas mãos                             |                            |
| 1983–84   | Sporting CP                           | 7–9 / 7–4                             | FC Porto                              | duas mãos                             |                            |
| 1982–83   | FC Porto                              | 8–3 / 4–7                             | SL Benfica                            | duas mãos                             |                            |
| 1981–82   | SL Benfica                            | 3–5 / 8–7                             | FC Porto                              | duas mãos                             |                            |
| 1980–81   | SL Benfica                            | 5–3                                   | FC Porto                              | Marinha Grande                        |                            |
| 1979–80   | SL Benfica                            | 1–0                                   | Sporting CP                           | Cascais                               |                            |
| 1978–79   | SL Benfica                            | 7–1                                   | FC Porto                              | Marinha Grande                        |                            |
| 1977–78   | SL Benfica                            | 6–3                                   | AD Oeiras                             | Lisboa                                |                            |
| 1976–77   | Sporting CP                           | 4–3                                   | AD Oeiras                             | Ponta Delgada                         |                            |
| 1975–76   | Sporting CP                           | 7–1                                   | AD Oeiras                             | Coimbra                               |                            |
| 1965–1974 | Não realizada                         | Não realizada                         | Não realizada                         | Não realizada                         |                            |
| 1964      | CD Malhangalene (Moçambique)          | Poule                                 | SL Benfica                            | Porto e Lisboa                        | [ 10 ] [ 11 ] [ 12 ] [ a ] |
| 1963      | SL Benfica                            | 6–2                                   | AD Oeiras                             | Lisboa                                | [ 12 ] [ 11 ] [ 13 ]       |

1. ↑  As edições de 1963 e 1964 apesar de designadas como Taça de Portugal, na verdade foram a principal competição de hóquei em patins de Portugal nesses anos

### Títulos por Clube
| Equipa               | Vencedor | 2º | Vencedor (anos)                                                                                                  | Finalista (anos)                                                       |
| -------------------- | -------- | -- | --- | ---------------------------------------------------------------------- |
| FC Porto             | 19       | 6  | 1983, 1985, 1986, 1987, 1988, 1989, 1996, 1998, 1999, 2005, 2006, 2008, 2009, 2013, 2016, 2017, 2018, 2022, 2024 | 1979, 1981, 1982, 1984, 2000, 2014                                     |
| SL Benfica           | 15       | 12 | 1963, 1978, 1979, 1980, 1981, 1982, 1991, 1994, 1995, 2000, 2001, 2002, 2010, 2014, 2015                         | 1964, 1983, 1986, 1993, 1998, 2003, 2005, 2009, 2012, 2016, 2019, 2022 |
| Sporting CP          | 5        | 5  | 1976, 1977, 1984, 1990, 2025                                                                                     | 1980, 1988, 1994, 2015, 2023                                           |
| OC Barcelos          | 4        | 7  | 1992, 1993, 2003, 2004                                                                                           | 1990, 1995, 1997, 1999, 2001, 2002,2024                                |
| UD Oliveirense       | 4        | 4  | 1997, 2011, 2012, 2019                                                                                           | 1987, 1996, 2013, 2025                                                 |
| SC Tomar             | 1        | 1  | 2023 | 2017                                                                   |
| CD Magalhene         | 1        | 0  | 1964 | –                                                                      |
| HA Cambra            | 1        | 0  | 2007 | –                                                                      |
| AD Oeiras            | 0        | 4  | – | 1963, 1976, 1977, 1978                                                 |
| HC Braga             | 0        | 2  | – | 2007, 2008                                                             |
| AD Sanjoanense       | 0        | 1  | – | 1985                                                                   |
| Paço de Arcos        | 0        | 1  | – | 1989                                                                   |
| HC Turquel           | 0        | 1  | – | 1991                                                                   |
| Académica de Coimbra | 0        | 1  | – | 1992                                                                   |
| Alenquer e Benfica   | 0        | 1  | – | 2004                                                                   |
| Juventude de Viana   | 0        | 1  | – | 2006                                                                   |
| AE Física            | 0        | 1  | – | 2010                                                                   |
| Candelária SC        | 0        | 1  | – | 2011                                                                   |